# Mütter
Pour les articles homonymes, voir Mutter.
Albums de Maria Doyle Kennedy
Sirens
(mai 2003)
Mütter est le deuxième album solo de Maria Doyle Kennedy, chanteuse et comédienne irlandaise. En allemand, mütter signifie mères.

## Liste des titres
1. Unbelievable
2. Mother
3. Fuckability
4. Ghost Guitar
5. Skin
6. Call Me
7. Here You Come
8. Seven More Times
9. Pattern
10. Forty Days
11. Stuck
12. Opera
13. Swoon